# Zaidín
Zaidín é um município da Espanha na província de Huesca, comunidade autónoma de Aragão, de área 92,55 km² com população de 1827 habitantes (2007) e densidade populacional de 18,50 hab/km².

## Demografia
| Variação demográfica do município entre 1991 e 2004 | Variação demográfica do município entre 1991 e 2004 | Variação demográfica do município entre 1991 e 2004 | Variação demográfica do município entre 1991 e 2004 |
| --------------------------------------------------- | --------------------------------------------------- | --------------------------------------------------- | --------------------------------------------------- |
| 1991                                                | 1996                                                | 2001                                                | 2004                                                |
| 1756                                                | 1698                                                | 1672                                                | 1721                                                |